# Wilhelm Ebersbach (Politiker, 1805)
Friedrich Wilhelm Ebersbach (* 18. November 1805 in Sachsenhausen; † 1. Mai 1847 in Korbach) war ein deutscher Advokat, Bürgermeister und Abgeordneter im Fürstentum Waldeck.

## Leben
Ebersbach war der Sohn des Bäckermeisters und Pfennigmeisters Friedrich Wilhelm Ebersbach (* 4. Mai 1775 in Sachsenhausen; † 1. Juni 1829 ebenda) und dessen Ehefrau Henriette Charlotte Maria geborene Weber (* 27. Dezember 1774 in Sachsenhausen; † 16. Februar 1855 ebenda). Der Landstand Christian Ebersbach war ein Bruder. Er war evangelisch und heiratete am 18. November 1827 in Sachsenhausen Louise Philippine Auguste Waldschmidt (* 11. Juli 1806 in Mengeringhausen; † 3. September 1891 in Arolsen), die Tochter des Theodor Waldschmidt und der Philippine Waldeck. Der gemeinsame Sohn Robert Ebersbach, der Schwiegersohn Friedrich Waldeck und der Neffe Wilhelm Ebersbach wurden ebenfalls Landstände.
Ebersbach besuchte von 1818 bis 1822 das Landesgymnasium in Korbach und studierte dann von 1822 bis 1824 Rechtswissenschaften an der Universität Göttingen. Ab Herbst 1824 war er Akzessist am Oberjustizamt der Werbe in Sachsenhausen. Nach dem Examen war er vom 5. Juni 1827 bis 1835 Advokat. Von Herbst 1828 bis Herbst 1835 war er Bürgermeister der Stadt Sachsenhausen. Als solcher war er vom 18. Oktober 1828 bis zum 31. Dezember 1835 Mitglied des Landstandes des Fürstentums Waldeck. 1832 scheiterte seine Bewerbung um die Stelle des Landsyndikus.
Er war führend bei der Etablierung des Sparkassenwesens in Waldeck und erster Direktor des Verwaltungsausschusses der Spar- und Leihkasse im Oberjustizamt der Werbe. Auf der Generalversammlung des Vereins zur Gründung einer Spar- und Leihkasse im Oberjustizamt der Werbe wurde er als einziger aber nicht bestätigt. Stattdessen wurde der Sachsenhäuser Advokat Georg Johann Heinrich Göbel als Direktor gewählt. Von 1835 bis 1847 war er Fürstlicher Stadtkommissar in Korbach und dort zugleich 1835 Hofgerichtssekretär. Vermutlich war er 1836 Gründungsmitglied im verbotenen Advokatenverein. Im Jahr 1842 wurde er als Hauseigentümer in Korbach genannt. Am 11. April 1843 erhielt er die Beförderung zum Hofgerichtsassessor und Rat. Er starb 1847 nach neunmonatiger Krankheit.